# رابرت هولمز
رابرت هولمز (انگلیسی: Robert Holmes زادهٔ ۲۳ ژوئن ۱۸۶۷ - درگذشته ۱۷ نوامبر ۱۹۵۵) بازیکن فوتبال اهل انگلستان بود که سابقهٔ بازی در تیم ملی فوتبال انگلستان را در کارنامهٔ خود دارد. وی در تاریخ ۷ آوریل ۱۸۸۸ نخستین بازی ملی خود را در مقابل تیم ملی فوتبال ایرلند انجام داد و با حضور در ۷ بازی ملی، در تاریخ ۹ مارس ۱۸۹۵ واپسین بازی ملی‌اش را در برابر تیم ملی فوتبال ایرلند برگزار کرد.